# A. J. Brodeur
A. J. Brodeur (Northfield, Massachusetts, 4 de octubre de 1996) es un exbaloncestista estadounidense. Con 2,03 metros de estatura, jugaba en la posición de ala-pívot.

## Trayectoria deportiva

### Universidad
Jugó cuatro temporadas con los Quakers de la Universidad de Pensilvania, en las que promedió 15,4 puntos, 7,8 rebotes, 3,3 asistencias y 1,6 tapones por partido. Fue incluido en el segundo mejor quinteto de la Ivy League en su primera temporada y en el primero las tres restantes, mientras que en 2020 jue elegido co-Jugador del Año de la conferencia.

#### Estadísticas
| Año     | Equipo | PJ  | PT  | MPP  | %TC  | %3P  | %TL  | RPP | APP | ROB | TPP | PPP  |
| ------- | ------ | --- | --- | ---- | ---- | ---- | ---- | --- | --- | --- | --- | ---- |
| 2016–17 | Penn   | 28  | 28  | 30.9 | .526 | .421 | .607 | 6.9 | 1.9 | 1.0 | 2.4 | 13.8 |
| 2017–18 | Penn   | 33  | 33  | 31.0 | .538 | .286 | .611 | 7.2 | 2.5 | .9  | 1.2 | 13.1 |
| 2018–19 | Penn   | 31  | 31  | 32.5 | .528 | .340 | .576 | 8.3 | 3.6 | 1.0 | 1.3 | 17.6 |
| 2019–20 | Penn   | 27  | 27  | 34.6 | .504 | .274 | .716 | 8.9 | 5.2 | 1.1 | 1.8 | 17.3 |
| Total   | Total  | 119 | 119 | 32.2 | .524 | .308 | .625 | 7.8 | 3.3 | 1.0 | 1.6 | 15.4 |

### Profesional
El 23 de julio de 2020 firmó su primer contrato profesional con el Riesen Ludwigsburg de la Basketball Bundesliga, el primer nivel del baloncesto alemán, pero no pasó el reconocimiento médico. El 14 de octubre de 2020 firmó un contrato de dos meses, con opción a prorrogar hasta final de temporada, con el Mitteldeutscher BC de la Basketball Bundesliga.
En enero de 2021 firmó con el Stjarnan de la Úrvalsdeild karla islandesa. Durante la temporada regular promedió 13,6 puntos y 7,6 rebotes por partido.
En la temporada 2021-22, firmó contrato con el Kangoeroes Basket Mechelen de la Pro Basketball League belga.